# Sparasion gregarium
Sparasion gregarium är en stekelart som beskrevs av Charles Thomas Brues 1907. Sparasion gregarium ingår i släktet Sparasion och familjen Scelionidae. Inga underarter finns listade i Catalogue of Life.